# Triphenylphosphindichlorid
Triphenylphosphindichlorid ist ein in der organischen Chemie weit verbreitetes Chlorierungsmittel. Anwendungen umfassen die Umwandlung von Alkoholen und Ethern zu Alkylchloriden, die Spaltung von Epoxiden zu vicinalen Dichloriden und die Chlorierung von Carbonsäuren zu Acylchloriden.

## Struktur
In polaren Lösungsmitteln wie Acetonitril oder Dichlormethan nimmt der Stoff eine ionische Phosphoniumsalzstruktur an, [Ph3PCl+] Cl− während es in unpolaren Lösungsmitteln wie Diethylether als nicht solvatisiertes trigonales Bipyramidmolekül vorliegt. Zwei [Ph3PCl+]-Spezies können auch eine ungewöhnliche zweikernige Ionenstruktur annehmen – beide interagieren mit einem Cl− über lange Cl-Cl-Kontakte.

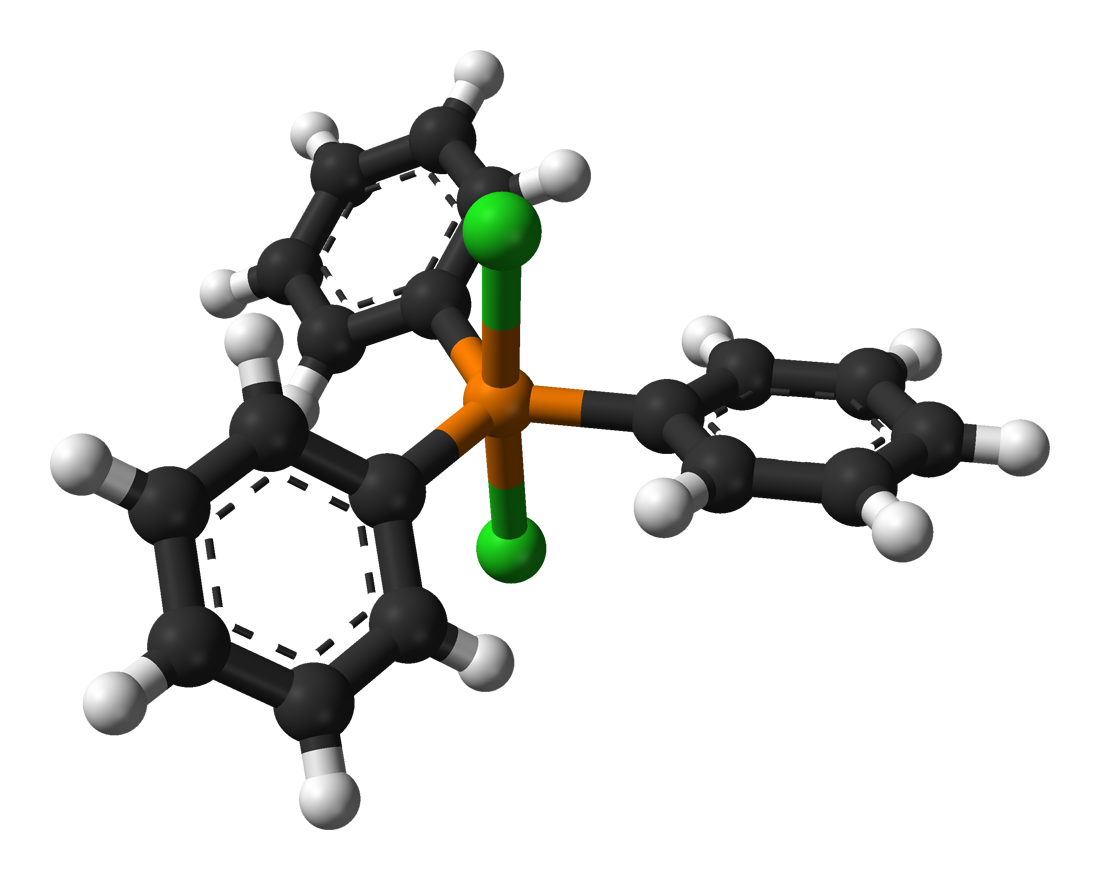
Struktur mit den gegeneinander verdrehten Phenylringen

## Synthese
Triphenylphosphindichlorid wird durch Zugabe von Chlor zu Triphenylphosphin in Lösung hergestellt.
{\displaystyle {\ce {Ph3P + Cl2 -> Ph3PCl2}}}
Ein anderer Syntheseweg führt über die Reaktion von Iodbenzoldichlorid (PhICl2) und Triphenylphosphin.
Die Chlorierung von Triphenylphosphin, beispielsweise mit Phosphortrichlorid war der ursprüngliche Weg der Synthese, den Victor Grignard 1931 entdeckte.